# Chlorurus bowersi
Chlorurus bowersi är en fiskart som först beskrevs av John Otterbein Snyder, 1909. Chlorurus bowersi ingår i släktet Chlorurus och familjen Scaridae. IUCN kategoriserar arten globalt som nära hotad. Inga underarter finns listade i Catalogue of Life.